# 道東自動車道
道東自動車道（どうとうじどうしゃどう、英語: DOTO EXPWY）は、北海道千歳市の千歳恵庭ジャンクション (JCT) から、北海道釧路郡釧路町の釧路別保インターチェンジ (IC) および足寄郡足寄町の足寄ICに至る北海道の東西をつなぐ高速道路である。
略称は道東道（どうとうどう）、十勝地方の通行区間の愛称は「十勝スカイロード」。国土開発幹線自動車道および高速自動車国道である北海道横断自動車道の一部である。
高速道路ナンバリングによる路線番号は、千歳恵庭JCT - 本別JCT - 釧路東IC間が「E38」、釧路東IC - 釧路別保IC間が「E44」、本別JCT - 足寄IC間は「E61」がそれぞれ割り振られている。

## 概要
道央道と接続する千歳市の千歳恵庭JCTを起点とし、中川郡本別町の本別JCTで分岐して、釧路郡釧路町の釧路別保ICと足寄郡足寄町の足寄ICをそれぞれ結ぶ。このうち、北海道横断自動車道黒松内北見線の一部に相当する本別JCT - 足寄IC間は、ドラぷらE-NEXCOドライブプラザのルート検索では「道東自動車道（端野支線）」と称されている。
夕張IC - 十勝清水IC間は急峻な日高山系に阻まれて建設工事が難航した。そのため先行開通した十勝区間は道内の他の高速道路と接続がない「飛び地状態」が長らく続き、交通量は低迷していた。しかし2011年（平成23年）10月29日の夕張IC - 占冠IC間の開通で既存の高速道路である道央道と直結されることとなり、飛び地状態が解消、交通量も大幅改善された。
その後も延伸を続け、2016年（平成28年）3月12日には阿寒ICまで開通、さらに2024年（令和6年）12月22日に阿寒IC - 釧路西IC の約17kmが開通し釧路外環状道路と接続したことにより、北海道の日本海側の大都市札幌市と太平洋側の都市釧路市との間が高速道路で一本に繋がった。またこれに先立ち、2024年（令和6年）9月12日、それまでの釧路外環状道路の区間の名称も道東自動車道へ変更された。
今後、更に釧路市の先の根室市方面へ延伸する計画となっている。根室方面の延伸については、根室道路の温根沼IC - 根室IC（約7.1 km）が開通しており、2019年度（平成31年度・令和元年度）には道東自動車道と根室道路の中間にあたる区間の一部が尾幌糸魚沢道路として事業化されている。

## インターチェンジなど
- 全区間北海道内に所在。
- IC番号欄の背景色が■である区間は既開通区間に存在する。施設欄の背景色が■である区間は未開通区間または未供用施設に該当する。未供用施設の名称は仮称である。
- 略字は、JCTはジャンクション、ICはインターチェンジ、PAはパーキングエリア、SAはサービスエリア、TNはトンネル、TBは本線料金所、SICはスマートインターチェンジをそれぞれ示す。
- 本線上におけるキロポストの距離数には、数字の前に「E」の表記が存在する。

### 千歳恵庭JCT - 釧路別保IC間 (本線)
| IC番号           | 施設名             | 接続路線名                            | 起点から (km) | 備考                                                                  | 所在地         | 所在地           | 所在地           |
| ---------------- | ------------------ | ------------------------------------- | ------------- | --------------------------------------------------------------------- | -------------- | ---------------- | ---------------- |
| 25               | 千歳恵庭JCT        | E5 道央自動車道                       | 0.0           |                                                                       | 石狩振興局     | 千歳市           | 千歳市           |
| 1                | 千歳東IC           | 国道337号本線 国道337号道央圏連絡道路 | 12.6          |                                                                       | 石狩振興局     | 千歳市           | 千歳市           |
| -                | キウスPA           | -                                     | 14.5          |                                                                       | 石狩振興局     | 千歳市           | 千歳市           |
| 2                | 追分町IC           | 国道234号                             | 21.9          |                                                                       | 胆振総合振興局 | 勇払郡安平町     | 勇払郡安平町     |
| -                | 由仁PA             | -                                     | 29.3          |                                                                       | 空知総合振興局 | 夕張郡由仁町     | 夕張郡由仁町     |
| 3                | 夕張IC             | 国道274号                             | 42.1          |                                                                       | 空知総合振興局 | 夕張市           | 夕張市           |
| 4                | むかわ穂別IC       | 道道1165号むかわ穂別インター線        | 56.5          |                                                                       | 胆振総合振興局 | 勇払郡           | むかわ町         |
| -                | 穂別TN             | -                                     | ↓             |                                                                       | 胆振総合振興局 | 勇払郡           | むかわ町         |
| 5                | 占冠IC             | 道道1172号占冠インター線              | 76.6          |                                                                       | 上川総合振興局 | 勇払郡           | 占冠村           |
| -                | 占冠PA             | -                                     | 80.0          |                                                                       | 上川総合振興局 | 勇払郡           | 占冠村           |
| 6                | トマムIC           | 道道1170号トマムインター線            | 102.8         |                                                                       | 上川総合振興局 | 勇払郡           | 占冠村           |
| -                | 狩勝第一TN         |                                       | ↓             | 道内高速道路最高地点 標高 626 m                                       | 上川総合振興局 | 空知郡南富良野町 | 空知郡南富良野町 |
| -                | 新得PA/SIC（仮称） |                                       | 115.8         | 事業中（PAは2029年度供用予定）                                        | 十勝総合振興局 | 上川郡           | 新得町           |
| 7                | 十勝清水IC         | 国道274号                             | 123.7         |                                                                       | 十勝総合振興局 | 上川郡           | 清水町           |
| -                | 十勝平原SA         | -                                     | 138.6         |                                                                       | 十勝総合振興局 | 河西郡芽室町     | 河西郡芽室町     |
| 8                | 芽室IC             | 道道54号東瓜幕芽室線                  | 140.9         |                                                                       | 十勝総合振興局 | 河西郡芽室町     | 河西郡芽室町     |
| 9                | 帯広JCT            | E60 帯広広尾自動車道                  | 145.3         |                                                                       | 十勝総合振興局 | 河西郡芽室町     | 河西郡芽室町     |
| 10               | 音更帯広IC         | 国道241号帯広北バイパス               | 152.4         |                                                                       | 十勝総合振興局 | 河東郡音更町     | 河東郡音更町     |
| -                | 長流枝SIC（仮称）  | 道道498号長流枝内木野停車場線         | 161.7         | 事業中                                                                | 十勝総合振興局 | 河東郡音更町     | 河東郡音更町     |
| -                | 長流枝PA           | -                                     | 165.5         |                                                                       | 十勝総合振興局 | 河東郡音更町     | 河東郡音更町     |
| 11               | 池田IC/TB          | 国道242号                             | 174.0         | 本線料金所を併設                                                      | 十勝総合振興局 | 中川郡           | 池田町           |
| 12               | 本別JCT            | E61 足寄方面（端野支線）              | 191.2         | 本別IC方面から足寄ICへは通行不可（2026年度通行路着工予定）            | 十勝総合振興局 | 中川郡           | 本別町           |
| 13               | 本別IC             | 道道1154号本別インター線              | 193.0         | ここを境に釧路方面は国土交通省管轄、千歳方面はNEXCO東日本管轄となる。 | 十勝総合振興局 | 中川郡           | 本別町           |
| -                | 上浦幌PA           | -                                     | 198.5         |                                                                       | 十勝総合振興局 | 十勝郡浦幌町     | 十勝郡浦幌町     |
| 14               | 浦幌IC             | 国道274号・国道392号                  | 201.0         |                                                                       | 十勝総合振興局 | 十勝郡浦幌町     | 十勝郡浦幌町     |
| 15               | 白糠IC             | 国道392号                             | 227.0         | 除雪ステーション・休憩施設を併設                                      | 釧路総合振興局 | 白糠郡白糠町     | 白糠郡白糠町     |
| 16               | 庶路IC             | 道道242号上庶路庶路停車場線           | 235.0         |                                                                       | 釧路総合振興局 | 白糠郡白糠町     | 白糠郡白糠町     |
| 17               | 阿寒IC             | 国道240号                             | 241.0         |                                                                       | 釧路総合振興局 | 釧路市           | 釧路市           |
| 17-1             | 釧路空港IC         | 道道952号山花鶴丘線                   | 250.2         |                                                                       | 釧路総合振興局 | 釧路市           | 釧路市           |
| 18               | 釧路西IC           | 国道38号（釧路新道）                  | 259.1         |                                                                       | 釧路総合振興局 | 釧路市           | 釧路市           |
| 19               | 釧路中央IC         | 釧路市道柳橋通                        | 265.0         | 帯広方面への入口 根室方面からの出口                                   | 釧路総合振興局 | 釧路市           | 釧路市           |
| 19               | 釧路中央IC         | 釧路市道共栄橋通                      | 266.1         | 帯広方面からの出口 根室方面への入口                                   | 釧路総合振興局 | 釧路市           | 釧路市           |
| 20               | 釧路東IC           | 国道391号                             | 268.8         |                                                                       | 釧路総合振興局 | 釧路郡釧路町     | 釧路郡釧路町     |
| 21               | 釧路別保IC         | 国道272号 釧路中標津道路              | 275.9         |                                                                       | 釧路総合振興局 | 釧路郡釧路町     | 釧路郡釧路町     |
| E44 別保尾幌道路 |                    |                                       |               |                                                                       |                |                  |                  |

- 本別IC -  釧路西ICは新直轄方式によって整備、釧路西IC - 釧路別保ICは高速自動車国道に並行する一般国道自動車専用道路（A'路線）の釧路外環状道路として整備された。いずれも北海道開発局管理区間。

### 本別JCT - 足寄IC間 (端野支線)
| IC番号                                           | 施設名  | 接続路線名           | 起点から (km) | 備考                                                       | 所在地         | 所在地       |
| ------------------------------------------------ | ------- | -------------------- | ------------- | ---------------------------------------------------------- | -------------- | ------------ |
| 12                                               | 本別JCT | 帯広方面             | 0.0           | 足寄ICから本別IC方面へは通行不可（2026年度通行路着工予定） | 十勝総合振興局 | 中川郡本別町 |
| 1                                                | 足寄IC  | 国道242号・国道274号 | 13.1          |                                                            | 十勝総合振興局 | 足寄郡足寄町 |
| E61 十勝オホーツク自動車道（事業中）北見東IC方面 |         |                      |               |                                                            |                |              |

- 足寄IC - 北見西IC間は新直轄方式により事業中であり、このうち訓子府IC - 北見西IC間は十勝オホーツク自動車道として2015年（平成27年）11月8日に開通した。また、足寄IC - 陸別小利別IC間は抜本的見直し区間のうち当面着工しない区間とされ、当面は国道242号を活用するとされていたが、2014年（平成26年）5月28日の北海道開発局事業審議委員会にて陸別IC - 陸別小利別IC間の凍結を解除する方針が示され、2014年（平成26年）8月に事業再開が正式に決定、現在事業中である。残る足寄IC - 陸別IC間についても、2021年（令和3年）7月に事業再開が正式に決定した[21]。

## 歴史
1957年（昭和32年）に国土開発幹線自動車道の主要幹線道路とされたが、建設が遅れていた。
1995年（平成7年）10月30日に十勝清水IC - 池田IC間が先行開通。
あまり利用の見込めない十勝地方内だけの開通となり、本来の利用目的である札幌・道東圏の移動時間短縮などのメリットは全くといって良いほど得られなかった。事実、開通1カ月の1日の利用台数は1,080台程度と低迷し、当時の全国の高速道路ではワーストの営業係数を記録していた。マスコミや国会でも「不要な高速道路」の代表例として挙げられる始末で、一刻も早い札幌圏直結が望まれることとなった。
1999年（平成11年）10月7日に千歳恵庭ジャンクション - 夕張IC間が開通し、同区間の開通1カ月の1日の利用台数は2,500台程度と予想を上回った。
2007年（平成19年）10月21日にトマムIC - 十勝清水IC間が開通し、道内の高速自動車国道では初めて日高山系を横断した（これより5年前の2002年には、これより北に位置する大雪山系を横断する高規格幹線道路・旭川紋別自動車道の北大雪トンネルが開通している）。
2009年（平成21年）10月24日に占冠IC - トマムIC間が開通し、道東道へのアクセスが劇的に改善した。これにより、並行する国道38号・国道274号の難所として悪名高い狩勝峠や日勝峠を迂回できるようになったため、同区間の開通後は並行国道からの物流・交通の大幅なシフトが見られた。実際、2010年（平成22年）12月23日 - 2011年（平成23年）1月4日までの間の1日当たりの利用台数が14,716台と前年の2倍に伸びている。
2011年（平成23年）10月29日に夕張IC - 占冠IC間が開通し、高速自動車国道のみで札幌都市圏と帯広都市圏の往来が初めて可能になった。
2011年11月7日、NEXCO東日本は夕張IC - 占冠IC間開通後1週間の1日平均通行台数が6,500台で当初予想していた約2倍の数値であった事が発表される。また同区間開通により並行する日勝峠の通行台数が約5 %減少したとした。12月2日には、NEXCO東日本と北海道開発局が開通から1ヶ月後（11月30日まで）の1日平均 5,200台と、予想の約1.6倍であると発表した。また、勾配の大きいトマムIC - 十勝清水IC間では、大型連休を中心に10 km以上の渋滞が札幌方面に発生し、2016年（平成28年）には28.5 kmに達したことから、道内屈指の渋滞箇所となっている。なお、千歳東IC - 追分町IC間も約1.6倍、トマムIC - 十勝清水IC間は約1.7倍となっている。一方、夕張市とむかわ町穂別の並行する国道274号は交通量が約60 %以上減少し、開通前の半分以下になった。
2016年（平成28年）には、台風10号の襲来により、狩勝峠・日勝峠を含む国道38号・国道274号、さらには鉄道のJR北海道石勝線・根室本線が大きな被害を受ける中、道東道はいち早く復旧し、代替路として、占冠IC - 十勝清水IC間内相互発着に限り無料開放措置が行われ、道央と道東を直結する唯一の交通路として大きな機能を果たした。
2024年12月22日には、阿寒IC - 釧路西IC間の開通により、札幌都市圏と釧路都市圏の間が高速道路で直結された。

### 無料化社会実験
平成22年度において千歳恵庭JCT - 千歳東ICを除く区間では、高速道路無料化社会実験が行われていた。
2010年（平成22年）6月28日より無料化社会実験が実施され、2012年（平成24年）3月まで実施される予定となっていたが、2011年（平成23年）3月11日に発生した東日本大震災の復興費用確保のため、同年6月19日をもって凍結された。
対象区間は、千歳恵庭JCT - 夕張IC間、占冠IC -（本別JCT） - 本別IC間、本別JCT - 足寄IC間の3区間である。終日、全車種（ETC搭載車、非搭載車ともに対象）を対象とした。2011年（平成23年）10月に夕張IC - 占冠IC間が開通した後に、上記の社会実験区間に追加される予定であったが、東日本大震災の復興費用確保のため、一度も実施される事なく凍結されている。

### ワイヤロープ式防護柵整備
2012年（平成24年）11月10日に道央自動車道の森IC - 大沼公園IC間開通時、同区間の暫定2車線区間として初めて中央線にワイヤロープ式の防護柵が導入された後、道東自動車道の夕張IC - 占冠IC (5.0 km) にも試験的設置が行われた。これはかねてから国立研究開発法人土木研究所寒地土木研究所において、スウェーデンで採用されている同様の防護柵を参考に研究が積み重ねられ、全国の高速道路で試験的に導入された物の一つであるが、その後全国的に中央線ワイヤロープ防護柵の車両逸脱事故防止効果の高さが実証された事から、2018年（平成30年）6月15日に国土交通省が、全国の暫定対面2車線区間の高速道路全路線部分について中央線ワイヤロープ防護柵の設置を発表し、そのうち道東自動車道部分については、技術的に設置困難な橋梁・トンネル部分を除いて千歳恵庭JCT（ - 本別JCT） - 本別IC・本別JCT - 足寄ICでの設置が予定されている。

### 年表
- 1995年（平成7年）10月30日：十勝清水IC - 池田IC間開通[22]。
- 1999年（平成11年）10月7日：千歳恵庭JCT - 夕張IC間開通[23]。
- 2003年（平成15年）
  - 3月15日：帯広JCT開通により帯広広尾道と接続。
  - 6月8日：池田IC - 本別IC間・本別JCT - 足寄IC間開通[37]。
- 2005年（平成17年）10月1日：日本道路公団民営化により、NEXCO東日本の管理路線となる。
- 2007年（平成19年）10月21日：トマムIC - 十勝清水IC間開通[25]。
- 2009年（平成21年）
  - 10月19日：トマムIC料金所・音更帯広IC・TB開設、同時に十勝清水TB廃止。
  - 10月24日：占冠IC - トマムIC間開通[26]。
  - 11月21日：本別IC - 浦幌IC間開通[38]。
- 2010年（平成22年）
  - 2月2日：全線が高速道路無料化社会実験の対象区間に指定される。
  - 6月28日：全線で高速道路無料化社会実験の運用が開始される[39][40]。
- 2011年（平成23年）
  - 6月19日：政府が東日本大震災の復興費用確保のため、全線で行っていた無料化社会実験を一旦終了させ、以降の社会実験を一時凍結[32]。これに伴い当道路の通行料金が再び有料となる。
  - 9月7日：占冠PA供用開始。
  - 10月29日：夕張IC - 占冠IC間が開通し[27]、有料区間の全線が開通。同時に由仁PA供用開始。
- 2013年（平成25年）7月13日：由仁PAに道東道初となるガソリンスタンドを上下線に設置。
- 2015年（平成27年）3月29日：浦幌IC - 白糠IC間開通。上浦幌PA供用開始[41][42][43]。
- 2016年（平成28年）
  - 3月12日：白糠IC - 阿寒IC間開通[44]。
  - 9月1日：台風10号による国道274号の被災の代替路として、占冠IC - 十勝清水IC間内相互発着に限り無料開放措置実施[30]（2017年10月28日まで実施[45]）。
- 2019年（平成31年/令和元年）
  - 3月29日：トマムIC - 十勝清水IC間の一部（9.5 km）において、国土交通省より防災を目的とした4車線化工事の事業許可を受ける[46]。
  - 9月4日：国土交通省が暫定2車線区間のうち、千歳恵庭JCT - 十勝清水IC間を10 - 15年後を目処に4車線化する優先整備区間に選定する方針を発表[47][48][49]。
- 2020年（令和2年）
  - 3月10日： 国土交通省が4車線化優先整備区間のうち、2020年度に新たに4車線化事業に着手する候補箇所として占冠IC - トマムIC間の一部（19.9 km）を選定[50][51][52]。
  - 3月31日：占冠IC - トマムIC間の一部（19.9 km）において、国土交通省より4車線化工事の事業許可を受ける[53]。
  - 10月16日：国土交通省から長流枝SIC連結の許可を受ける[54]。
- 2021年（令和3年）
  - 3月5日：国土交通省が4車線化優先整備区間のうち、2021年度に新たに4車線化事業に着手する候補箇所としてトマムIC - 十勝清水IC間の一部（3.2 km）を選定[55][56][57]。
  - 3月30日：トマムIC - 十勝清水IC間の一部（3.2 km）において、国土交通省から4車線化工事の事業許可を受ける[58]。
- 2022年（令和4年）
  - 1月：NEXCO東日本が本別JCTのフルジャンクション化（足寄・本別間の通行路整備）に着手する方針を発表[59]。
  - 3月4日：国土交通省が4車線化優先整備区間のうち、2022年度に新たに4車線化事業に着手する候補箇所としてトマムIC - 十勝清水IC間の一部（5.9 km）を選定[60][61][62]。これによりトマムIC - 十勝清水IC間（20.9 km）の全区間で事業着手される見込み[62]。
  - 3月30日：トマムIC - 十勝清水IC間の一部（5.9 km）において、国土交通省から4車線化工事の事業許可を受ける[63]。
  - 8月17日：8月15日からの豪雨により、日勝峠で土砂崩れが発生し通行止めとなったため、代替路として占冠IC - 十勝清水IC間の相互を流出入する場合に限り無料措置実施[64]（8月19日まで実施[65]）。
  - 9月30日：国土交通省から新得SICの事業許可を受ける[66]。
- 2024年（令和6年）
  - 3月1日：国土交通省が4車線化優先整備区間のうち、2024年度に新たに4車線化事業に着手する候補箇所として追分町IC - 夕張IC間の一部（4.1 km）を選定[67]。
  - 3月27日：追分町IC - 夕張IC間の一部（4.1 km）において、国土交通省から4車線化工事の事業許可を受ける[68]。
  - 9月12日：一般国道38号・44号 釧路外環状道路（釧路西IC - 釧路別保IC）の道路名称を「釧路外環状道路」から「道東自動車道」に変更[8]。
  - 12月22日：阿寒IC - 釧路西IC間が開通[31]。

## 路線状況

### 道路施設

#### サービスエリア・パーキングエリア
6か所のSA・PAが設置されているが、いずれも常設売店はなく、トイレ以外の充実した休憩施設は存在しない。ガソリンスタンドも長らくの間設置されていなかったが、2013年（平成25年）7月13日、由仁PAにガソリンスタンドがオープンした。また、由仁PA、占冠PA、十勝平原SAでは期間限定で仮設売店が設置されることがある。
新直轄区間の白糠ICには白糠IC除雪ステーションがあるが、駐車場とトイレが一般に開放されているため、上下線併用のPAとしての機能を果たしている。ただし、自動販売機は設置されていない。

#### 主なトンネルと橋
- 千歳恵庭JCT - 釧路別保IC（本線）

| トンネル・橋梁名称   | 延長    | 区間                    | 備考                                           |
| -------------------- | ------- | ----------------------- | ---------------------------------------------- |
| 栗山トンネル         | 1,645 m | 由仁PA - 夕張IC         |                                                |
| 夕張トンネル         | 294 m   | 由仁PA - 夕張IC         |                                                |
| 久留喜トンネル       | 481 m   | 夕張IC - むかわ穂別IC   |                                                |
| 楓トンネル           | 1,955 m | 夕張IC - むかわ穂別IC   |                                                |
| 大夕張トンネル       | 4,172 m | 夕張IC - むかわ穂別IC   |                                                |
| 長和トンネル         | 1,541 m | むかわ穂別IC - 占冠IC   |                                                |
| 穂別トンネル         | 4,318 m | むかわ穂別IC - 占冠IC   |                                                |
| 占冠トンネル         | 3,824 m | むかわ穂別IC - 占冠IC   | 別資料3,825 m                                  |
| タンネナイトンネル   | 816 m   | むかわ穂別IC - 占冠IC   |                                                |
| 占冠中央トンネル     | 507 m   | むかわ穂別IC - 占冠IC   |                                                |
| 東占冠トンネル       | 2,493 m | 占冠PA - トマムIC       |                                                |
| 滝の沢トンネル       | 999 m   | 占冠PA - トマムIC       |                                                |
| ホロカトマムトンネル | 1,989 m | 占冠PA - トマムIC       |                                                |
| 下トマムトンネル     | 754 m   | 占冠PA - トマムIC       |                                                |
| 狩勝第一トンネル     | 2,351 m | トマムIC - 十勝清水IC   | 高速道路の標高が道内一（標高626m）             |
| 狩勝第二トンネル     | 2,576 m | トマムIC - 十勝清水IC   |                                                |
| 広内トンネル         | 944 m   | トマムIC - 十勝清水IC   |                                                |
| 十勝川橋             | 368 m   | 十勝清水IC - 十勝平原SA |                                                |
| 然別川橋             | 232 m   | 帯広JCT - 音更帯広IC    |                                                |
| 音更川橋             | 457 m   | 音更帯広IC - 長流枝PA   |                                                |
| 利別川橋             | 917 m   | 池田IC/TB - 本別JCT     |                                                |
| 貴老路大橋           | 730 m   | 本別IC - 浦幌IC         | キロロ川上に架かる橋                           |
| 炭山第一トンネル     | 1,510 m | 浦幌IC - 白糠IC         |                                                |
| 炭山第二トンネル     | 260 m   | 浦幌IC - 白糠IC         |                                                |
| 新釧勝トンネル       | 4,460 m | 浦幌IC - 白糠IC         | 4,459.7 m、 自動車専用トンネルでは道内一の長さ |
| 小音別トンネル       | 190 m   | 浦幌IC - 白糠IC         |                                                |
| 衆音別トンネル       | 344 m   | 浦幌IC - 白糠IC         |                                                |
| 軽満トンネル         | 1,964 m | 浦幌IC - 白糠IC         |                                                |
| 白涼トンネル         | 516 m   | 浦幌IC - 白糠IC         |                                                |
| カラ里トンネル       | 3,016 m | 浦幌IC - 白糠IC         |                                                |
| カラマントンネル     | 145 m   | 浦幌IC - 白糠IC         |                                                |
| カラマン別トンネル   | 520 m   | 浦幌IC - 白糠IC         |                                                |
| 白音トンネル         | 714 m   | 浦幌IC - 白糠IC         |                                                |
| 大曲トンネル         | 896 m   | 浦幌IC - 白糠IC         |                                                |
| 縫別トンネル         | 499 m   | 白糠IC - 庶路IC         |                                                |
| 鍛高トンネル         | 2,383 m | 白糠IC - 庶路IC         |                                                |
| 上庶路トンネル       | 758 m   | 白糠IC - 庶路IC         |                                                |
| 庶路トンネル         | 2,265 m | 庶路IC - 阿寒IC         |                                                |
| 阿寒トンネル         | 1,173 m | 庶路IC - 阿寒IC         |                                                |
| 新釧路大橋           | 733 m   | 釧路西IC - 釧路中央IC   | 新釧路川に架かる橋                             |
| 雪裡大橋             | 235 m   | 釧路中央IC - 釧路東IC   | 旧雪裡川に架かる橋                             |
| 中飛大橋             | 258 m   | 釧路中央IC - 釧路東IC   | 釧路川に架かる橋                               |

※ 全区間、対面通行（暫定2車線）
- 本別JCT - 足寄IC（端野支線）

| トンネル・橋梁名称 | 延長  | 区間             | 備考 |
| ------------------ | ----- | ---------------- | ---- |
| 利別川橋           | 518 m | 本別JCT - 足寄IC |      |
| 美里別川橋         | 209 m | 本別JCT - 足寄IC |      |

※ 全区間、対面通行（暫定2車線）

##### トンネルの数
| 区間                  | 数 |
| --------------------- | -- |
| 千歳恵庭JCT - 由仁PA  | 0  |
| 由仁PA - 夕張IC       | 2  |
| 夕張IC - むかわ穂別IC | 3  |
| むかわ穂別IC - 占冠IC | 5  |
| 占冠IC - 占冠PA       | 0  |
| 占冠PA - トマムIC     | 4  |
| トマムIC - 十勝清水IC | 3  |
| 十勝清水IC - 浦幌IC   | 0  |
| 浦幌IC - 白糠IC       | 12 |
| 白糠IC - 庶路IC       | 3  |
| 庶路IC - 阿寒IC       | 2  |
| 阿寒IC - 釧路別保IC   | 0  |
| 本別JCT - 足寄IC      | 0  |
| 合計                  | 34 |

※道東自動車道のトンネルはすべて対面通行のため、上下線で共通。

### 道路管理者
- NEXCO東日本 北海道支社
  - 北広島管理事務所：千歳恵庭JCT - 夕張IC
  - 帯広管理事務所：夕張IC - 本別IC、本別JCT - 足寄IC
- 国土交通省北海道開発局：本別IC - 釧路別保IC

### 車線・最高速度・料金
| 区間                   | 車線          | 車線   | 車線   | 最高速度 | 料金 | 備考  |
| 区間                   | 上下線        | 上り線 | 下り線 | 最高速度 | 料金 | 備考  |
| ---------------------- | ------------- | ------ | ------ | -------- | ---- | ----- |
| 千歳恵庭JCT - 千歳東IC | 2 (暫定2車線) | 1      | 1      | 70km/h   | 有料 | ※1 ※2 |
| 千歳東IC - キウスPA    | 4             | 2      | 2      | 80km/h   | 有料 |       |
| キウスPA - 十勝平原SA  | 2 (暫定2車線) | 1      | 1      | 70km/h   | 有料 | ※1 ※2 |
| 十勝平原SA - 芽室IC    | 2 (暫定2車線) | 1      | 1      | 80km/h   | 有料 | ※1 ※2 |
| 芽室IC - 本別IC        | 2 (暫定2車線) | 1      | 1      | 70km/h   | 有料 | ※1 ※2 |
| 本別JCT - 足寄IC       | 2 (暫定2車線) | 1      | 1      | 70km/h   | 有料 | ※1 ※2 |
| 本別IC - 釧路別保IC    | 2 (暫定2車線) | 1      | 1      | 70km/h   | 無料 | ※1 ※2 |

- ※1 : 一部区間では4車線（100 km/hまたは80 km/h）
- ※2 : 千歳恵庭JCT - 十勝清水IC間は4車線化優先整備区間[47][48][49]うち、追分町IC - 夕張IC間の一部と占冠IC - 十勝清水IC間が事業化されている。

#### 料金
千歳恵庭JCT - 十勝清水ICは対距離制。十勝清水IC - 本別IC・足寄ICは別料金。本別IC - 釧路別保ICは新直轄方式のため無料。
途中通行止めとなり、一旦高速道路を降り再度乗り継いだ場合、通常は利用距離に応じ料金調整が行われるが、NEXCO東日本によると他の高速とは異なる料金体系のため、距離制であるにもかかわらず、調整前後で料金が変わらないという区間が存在する。

### 交通量

#### 本線
24時間交通量（台） 道路交通センサス
| 区間                   | 平成17年（2005年）度 | 平成22年（2010年）度 | 平成27年（2015年）度 | 令和3年（2021年）度 |
| ---------------------- | -------------------- | -------------------- | -------------------- | ------------------- |
| 千歳恵庭JCT - 千歳東IC | 2,515                | 4,094                | 4,775                | 04,150              |
| 千歳東IC - 追分町IC    | 2,513                | 5,363                | 5,554                | 04,743              |
| 追分町IC - 夕張IC      | 2,277                | 5,225                | 5,708                | 05,000              |
| 夕張IC - むかわ穂別IC  | 調査当時未開通       | 調査当時未開通       | 6,302                | 05,810              |
| むかわ穂別IC - 占冠IC  | 調査当時未開通       | 調査当時未開通       | 6,297                | 05,836              |
| 占冠IC - トマムIC      | 調査当時未開通       | 6,940                | 6,033                | 05,677              |
| トマムIC - 十勝清水IC  | 調査当時未開通       | 7,596                | 6,305                | 05,927              |
| 十勝清水IC - 芽室IC    | 1,687                | 8,193                | 5,309                | 04,833              |
| 芽室IC - 帯広JCT       | 1,645                | 8,210                | 5,179                | 04,691              |
| 帯広JCT - 音更帯広IC   | 1,454                | 6,094                | 3,239                | 03,269              |
| 音更帯広IC - 池田IC    | 1,706                | 6,194                | 3,279                | 03,608              |
| 池田IC - 本別JCT       | 1,435                | 5,670                | 3,284                | 03,382              |
| 本別JCT - 本別IC       | 0591                 | 2,333                | 2,097                | 02,411              |
| 本別IC - 浦幌IC        | 調査当時未開通       | 0994                 | 2,036                | 04,140              |
| 浦幌IC - 白糠IC        | 調査当時未開通       | 調査当時未開通       | 2,159                | 04,395              |
| 白糠IC - 庶路IC        | 調査当時未開通※      | 調査当時未開通※      | 調査当時未開通※      | 04,633              |
| 庶路IC - 阿寒IC        | 調査当時未開通※      | 調査当時未開通※      | 調査当時未開通※      | 04,534              |
| 阿寒IC - 釧路西IC      | 調査当時未開通       | 調査当時未開通       | 調査当時未開通       | 調査当時未開通      |
| 釧路西IC - 釧路中央IC  | 調査当時未開通       | 調査当時未開通       | 調査当時未開通       | 14,123              |
| 釧路中央IC - 釧路東IC  | 調査当時未開通       | 調査当時未開通       | 調査当時未開通       | 09,497              |
| 釧路東IC - 釧路別保IC  | 調査当時未開通       | 調査当時未開通       | 調査当時未開通       | 05,594              |

（出典：「平成22年度道路交通センサス」・「平成27年度全国道路・街路交通情勢調査」・「令和3年度全国道路・街路交通情勢調査」（国土交通省ホームページ）より一部データを抜粋して作成）
- 平成22年度の調査期間中において千歳東IC - 夕張ICと占冠IC - 本別ICでは、高速道路無料化社会実験が行われていた。
- 令和2年度に実施予定だった交通量調査は新型コロナウイルス感染症の影響で延期され[72]、翌年度に実施された。

#### 端野支線
24時間交通量（台） 道路交通センサス
| 区間             | 平成17年（2005年）度 | 平成22年（2010年）度 | 平成27年（2015年）度 | 令和3年（2021年）度 |
| ---------------- | -------------------- | -------------------- | -------------------- | ------------------- |
| 本別JCT - 足寄IC | 940                  | 3,337                | 1,297                | 1,241               |

（出典：「平成22年度道路交通センサス」・「平成27年度全国道路・街路交通情勢調査」・「令和3年度全国道路・街路交通情勢調査」（国土交通省ホームページ）より一部データを抜粋して作成）
- 平成22年度の調査期間中において本別JCT - 足寄ICでは、高速道路無料化社会実験が行われていた。
- 令和2年度に実施予定だった交通量調査は新型コロナウイルス感染症の影響で延期され[72]、翌年度に実施された。

## 地理

### 通過する自治体

#### 千歳恵庭 - 釧路別保間
- 北海道
  - 石狩振興局管内
    - 千歳市 - 恵庭市 - 千歳市 -

  - 胆振総合振興局管内
    - 勇払郡安平町 -

  - 空知総合振興局管内
    - 夕張郡由仁町 - 夕張郡栗山町 - 夕張市 -

  - 胆振総合振興局管内
    - 勇払郡むかわ町 -

  - 上川総合振興局管内
    - 勇払郡占冠村 - 空知郡南富良野町 -

  - 十勝総合振興局管内
    - 上川郡新得町 - 上川郡清水町 - 河西郡芽室町 - 河東郡音更町 - 中川郡池田町 - 中川郡本別町 - 十勝郡浦幌町 -

  - 釧路総合振興局管内
    - 釧路市 - 白糠郡白糠町 - 釧路市 - 釧路郡釧路町

#### 本別 - 足寄間
- 北海道
  - 十勝総合振興局管内
    - 中川郡本別町 - 足寄郡足寄町

### 接続する高速道路
- E5 道央自動車道（千歳恵庭JCTで接続）
- E60 帯広広尾自動車道（帯広JCTで接続）
- E61 十勝オホーツク自動車道（足寄ICで直結予定）
- E44 別保尾幌道路（釧路別保ICで直結予定）